# Egni Eckert
Egni Analia Almirón Eckert (Asunción, 6 ottobre 1987) è una modella paraguaiana.

## Biografia
Ha rappresentato la propria nazione in occasione del concorso di bellezza Miss Mondo 2010 che si è tenuto a Sanya, in Cina, e dove si è classificata fra le prime venticinque finaliste.
La modella ha rappresentato il Paraguay anche al concorso  Reina Hispanoamericana 2010 dove ha vinto la fascia di Best Body ed il titolo di Virreina (Viceregina).
Nel 2012 ha partecipato al concorso Miss Paraguay per la seconda volta, vincendo stavolta la corona di Miss Universo Paraguay 2012 e la possibilità di gareggiare in rappresentanza del Paraguay alla sessantunesima edizione di Miss Universo.